# Plodné období
Plodné období (syn. plodné dny, angl. „fertile window“, „plodné okno“) menstruačního cyklu označuje dny, kdy pohlavní styk může vést k početí dítěte.
Biologicky plodné období („plodné okno“) cyklu trvá 6 dnů, zcela výjimečně déle; mimo ně se pravděpodobnost početí blíží nule. Jeho délka je dána součtem životnosti vajíčka (přesněji řečeno doby, kdy si uchovává schopnost být oplodněno) a životnosti spermií (schopnosti oplodnit vajíčko).
Vajíčko po ovulaci zaniká velmi rychle, může být oplodněno pouze v intervalu kratším než 24 hodin. Spermie si však v ženském těle mohou uchovat oplodňovací schopnost i po dobu 3-5 dnů, pokud k tomu mají příznivé prostředí v podobě tzv. plodného (tj. tažného, vodnatého) hlenu děložního čípku. (Otěhotnět lze proto i z pohlavního styku, k němuž došlo 5 dnů před ovulací.) Kvalita hlenu je proto lepším prediktorem početí než načasování pohlavního styku vzhledem k ovulaci. Maximální pravděpodobnost početí při jednom pohlavním styku v plodném období se v závislosti na věku ženy i muže pohybuje přibližně mezi 30-50 %.